# 382. Feldausbildungs-Division
Die 382. Feldausbildungs-Division war eine deutsche Infanteriedivision im Zweiten Weltkrieg. 

## Divisionsgeschichte
Die Division wurde am 9. September 1942 als Feldausbildungs-Division für die Heeresgruppe B im zurückliegenden Frontbereich in Südrussland vom Wehrkreis IX (Stab) hauptverantwortlich aufgestellt. Weitere Personal abgebende Wehrkreise waren III, IV, IX, XII und XVII, ergänzt durch RAD-Personal. 
Die 382. Feldausbildungs-Divisionen dienten zur Ausbildung von Truppenteilen in der Sowjetunion. Anfang 1943 wurde die Division auf zwei Regimenter verkleinert und in den Bereich der 8. Armee verlegt. Nach einigen Tagen im Kampfeinsatz wurde die Division Ende Februar 1943 aufgelöst und die restlichen Truppenteile wurden der 213. Sicherungs-Division zugeteilt. 
Einziger Kommandeur war der Generalmajor Paul Hoffmann. 

## Gliederung
- Feldausbildungs-Regiment 617
- Feldausbildungs-Regiment 618, für Bahnschutz abgestellt und ab Anfang 1943 bei der 2. Armee
- Feldausbildungs-Regiment 619
- Feldausbildungs-Regiment 620, ab Ende Januar 1943 bei der Armeeabteilung Fretter-Pico
- keine Artillerie- und Divisionstruppenteile